# Maurice Poissant
Pour les articles homonymes, voir Poissant.
Maurice Poissant, né le 20 août 1883 à Estrées-lès-Crécy et mort le 9 octobre 1969 à Rouen, est un homme politique français, maire de Rouen du 9 juin 1940 au 28 avril 1943 après Georges Métayer. Il est mort en 1969 et est inhumé à Saint-Jacques-sur-Darnétal.

## Biographie
Maurice Poissant est instituteur pendant 18 ans puis transitaire. Il est domicilié 18 quai de Paris à partir de 1914. Il est membre puis président du Cercle rouennais de la Ligue de l'enseignement.
Il est nommé officier de l'Instruction publique puis chevalier de la Légion d'honneur le 20 décembre 1932 au titre de la marine marchande. Directeur du contentieux. 
Il est candidat radical-socialiste aux élections législatives de 1932 dans la circonscription d'Yvetot. 5e adjoint au maire en 1935, il est imposé maire sous l'Occupation allemande. Il est confirmé à ce poste le 1er mars 1941 et y restera jusqu'à sa démission le 28 avril 1943 où il est remplacé pendant un mois par Louis Née (29 avril 1943 - 31 mai 1943), puis par René Stackler. 
Le 29 juin 1944, il est arrêté par la Gestapo et connaît la déportation avec une dizaine d'autres Rouennais à Neuengamme, près de Hambourg.
Dans l'Histoire de Rouen publiée sous la direction de Michel Mollat chez Privat, il est indiqué : « la première décision du commandant allemand fut la désignation d'un nouveau maire, M. Poissant un radical adjoint de M. Métayer, lequel reçut autorité sur toutes les communes liées économiquement ou géographiquement à Rouen, soit 17 qui conservaient cependant leur autonomie administrative interne ».

Un grand Rouen de 290 000 habitants était ainsi créé provisoirement.
À partir du 20 mai 1941, il a comme adjoint à la culture Paul Helot (fils).

## Distinctions
- Officier d'académie (1924)
- Officier de l'Instruction publique (1929)
- Chevalier de la Légion d'honneur ( 20 décembre 1932)[5]. Il est fait chevalier par Léon Meyer, député et maire du Havre, le 6 mars 1933.

## Œuvres
- Rouen captive. trente-quatre mois de gestion municipale sous l'Occupation, Defontaine, 1947.